# هوپ فیلد
هوپ فیلد (به انگلیسی: Hopefield) یک شهرک در استرالیا است که در نیو ساوت ولز واقع شده‌است.